# Coenonycha ochreata
Coenonycha ochreata är en skalbaggsart som beskrevs av Evans och Smith 1986. Coenonycha ochreata ingår i släktet Coenonycha och familjen Melolonthidae. Inga underarter finns listade i Catalogue of Life.